# Kárminhúsú csiperke
A kárminhúsú csiperke (Agaricus langei) a csiperkefélék családjába tartozó, Európában honos, lomb- és fenyőerdőkben élő, ehető gombafaj.

## Megjelenése
A kárminhúsú csiperke kalapja 6-12 cm széles; fiatalon félgömb alakú, később domború, idősen szinte laposan kiterül. Alapszíne fehéres, halványbarnás, de felszínét sűrűn borítják a rozsdabarna, szálas pikkelyek.
Húsa fehér, sérülésre azonnal vörösre (különösen a lemezek fölött és a tönk szélein), idővel barnára színeződik. Szaga kellemes gombaszerű, esetleg kissé keserűmandulás; kellemes gombaízű.  
Sűrűn álló lemezei szabadon állók. Színük fiatalon rózsaszín, idősen sötét vörösbarnás. A lemezeket fiatalon fehér részleges burok védi.
Tönkje 5-10 cm magas és 1-2 cm vastag. Alakja erőteljes, hengeres. Színe fehér, néha rózsás árnyalattal. Gallérja széles, lelógó, fehéres színű, alsó oldalán gyakran fogaskerékszerűen mintázott. 
Spórapora csokoládébarna. Spórája ellipszis alakú, mérete 7-9 x 3,4-5 µm.

### Hasonló fajok
A mérgező barnapikkelyű csiperke és a tintaszagú csiperke vagy az ehető óriás csiperke kisebb példányai és az erdei csiperke hasonlíthat hozzá.

## Elterjedése és termőhelye
Európában honos. 
Lombos erdőkben és fenyvesekben él. Augusztustól novemberig terem. 

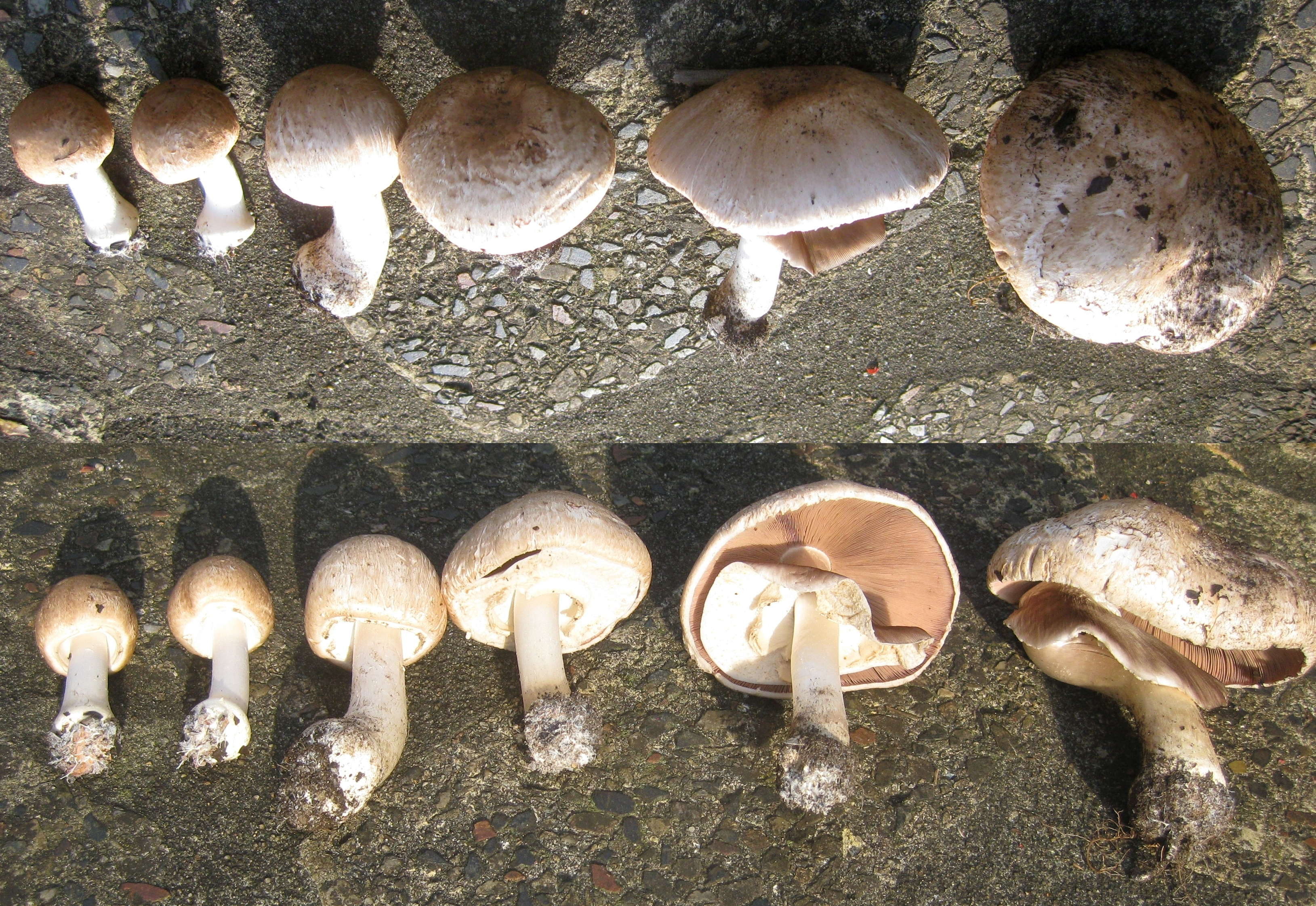
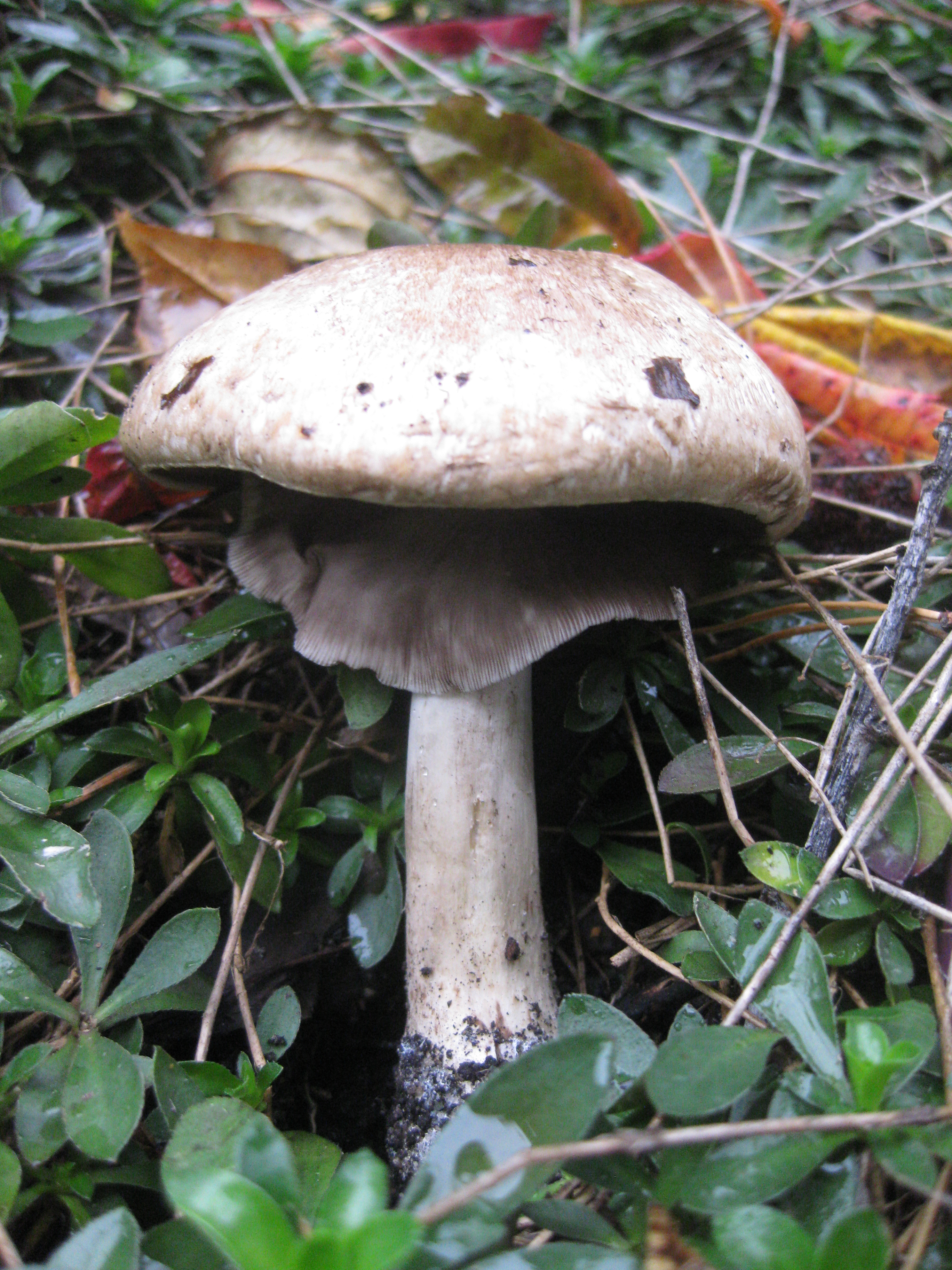
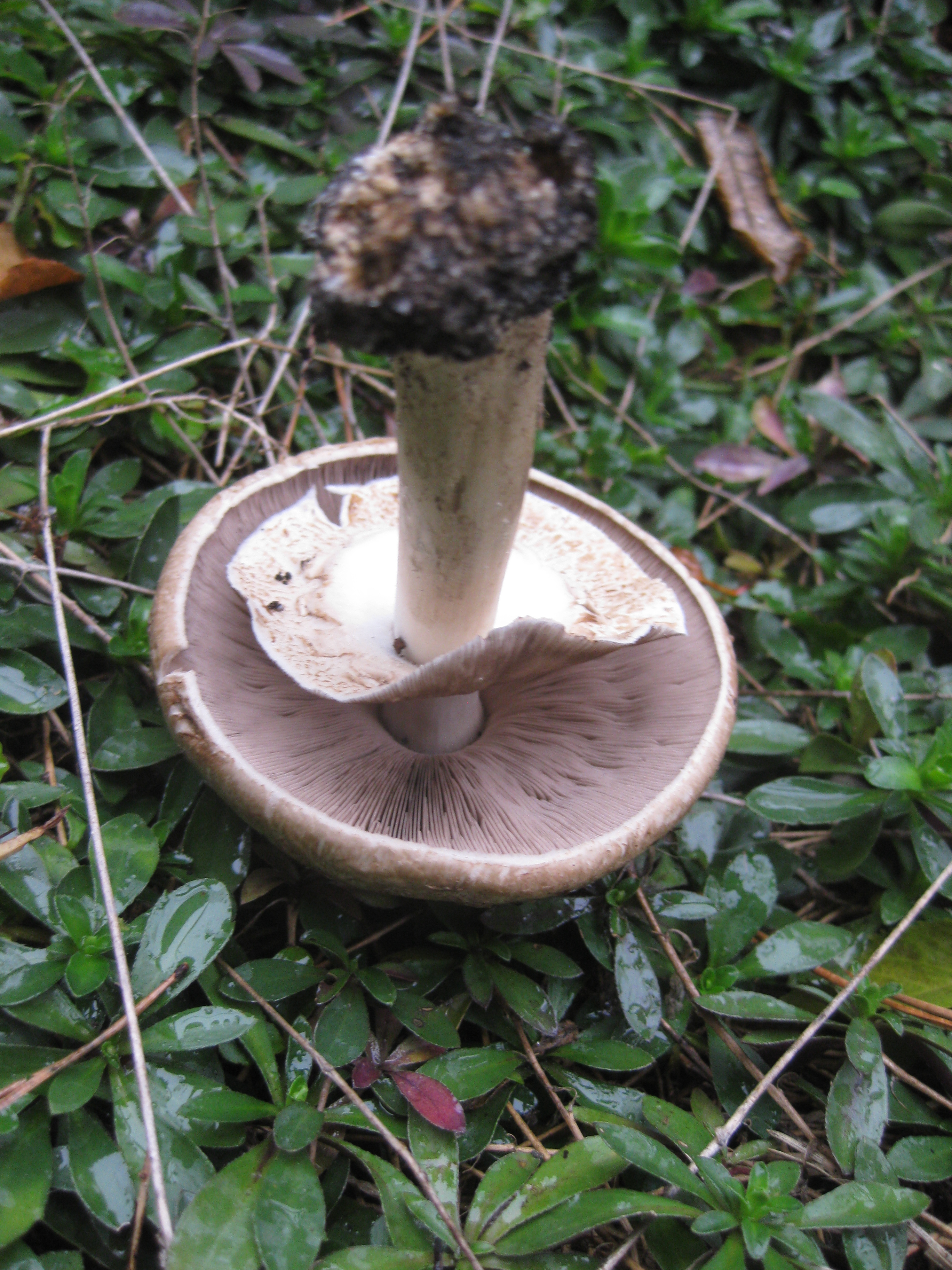
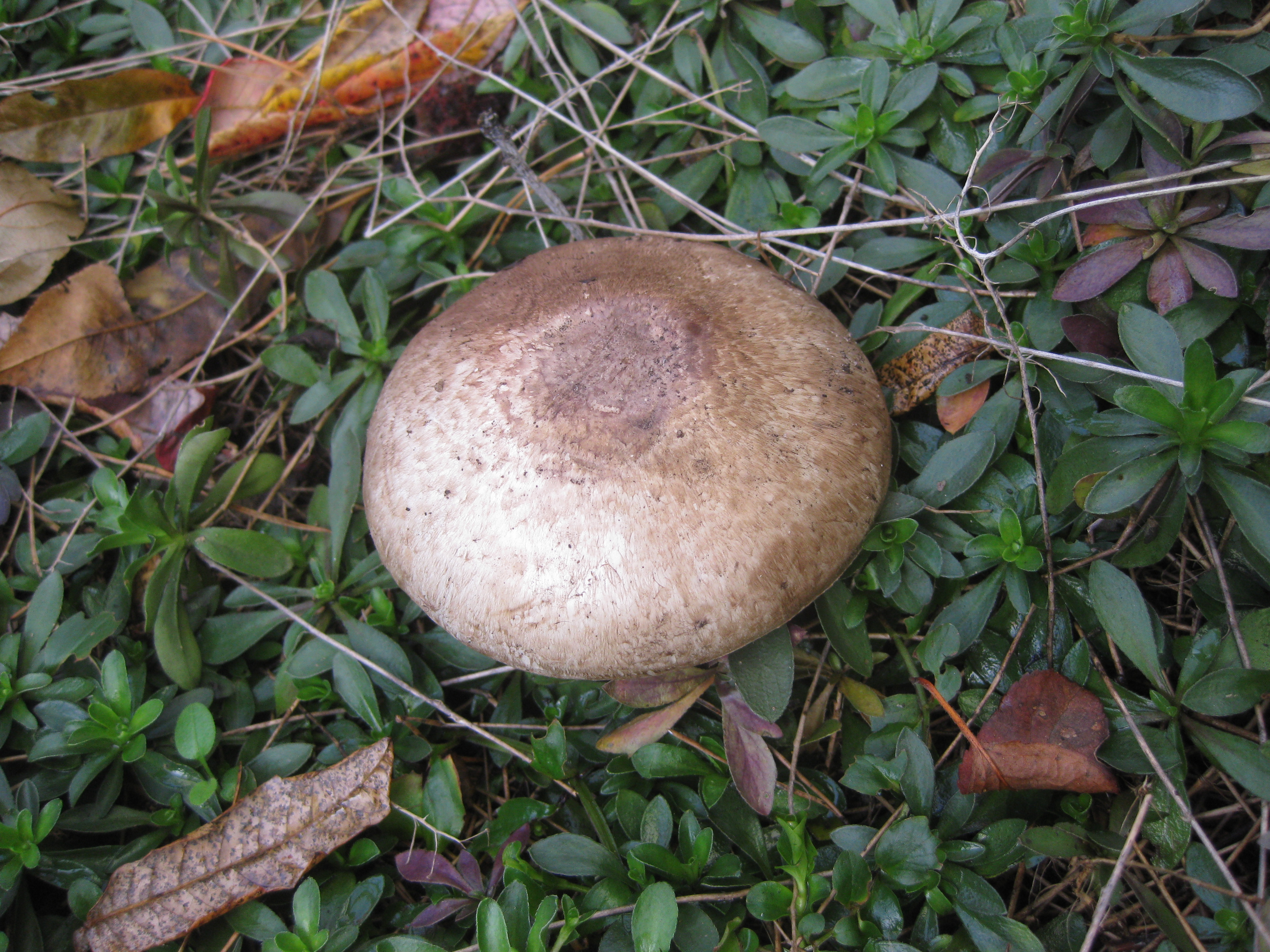
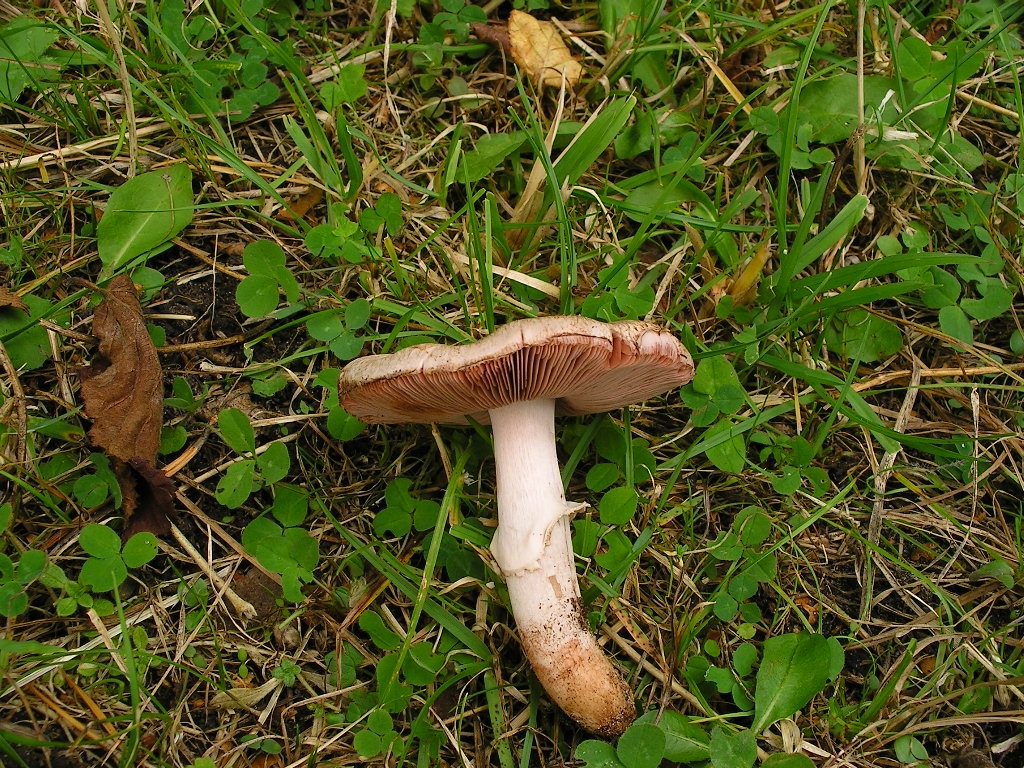

Ehető gomba.